# Edgar Selge

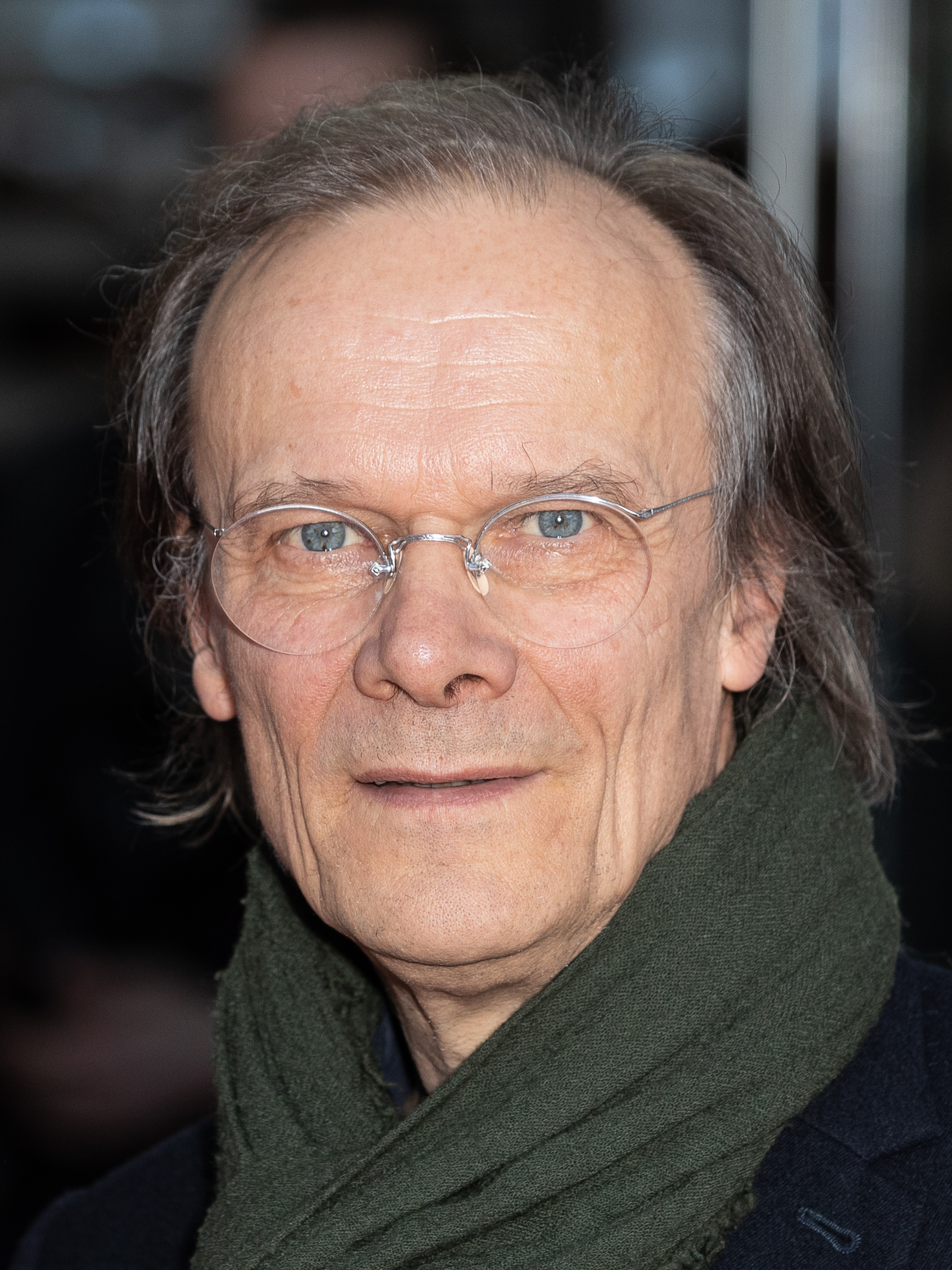
Edgar Selge bei der Berlinale 2019

Edgar Selge (* 27. März 1948 in Brilon) ist ein deutscher Schauspieler und Schriftsteller. Er wurde unter anderem durch seine Rolle als Polizeiruf 110-Kommissar Jürgen Tauber bekannt, den er zwischen 1998 und 2009 spielte.

## Leben

### Herkunft und Ausbildung

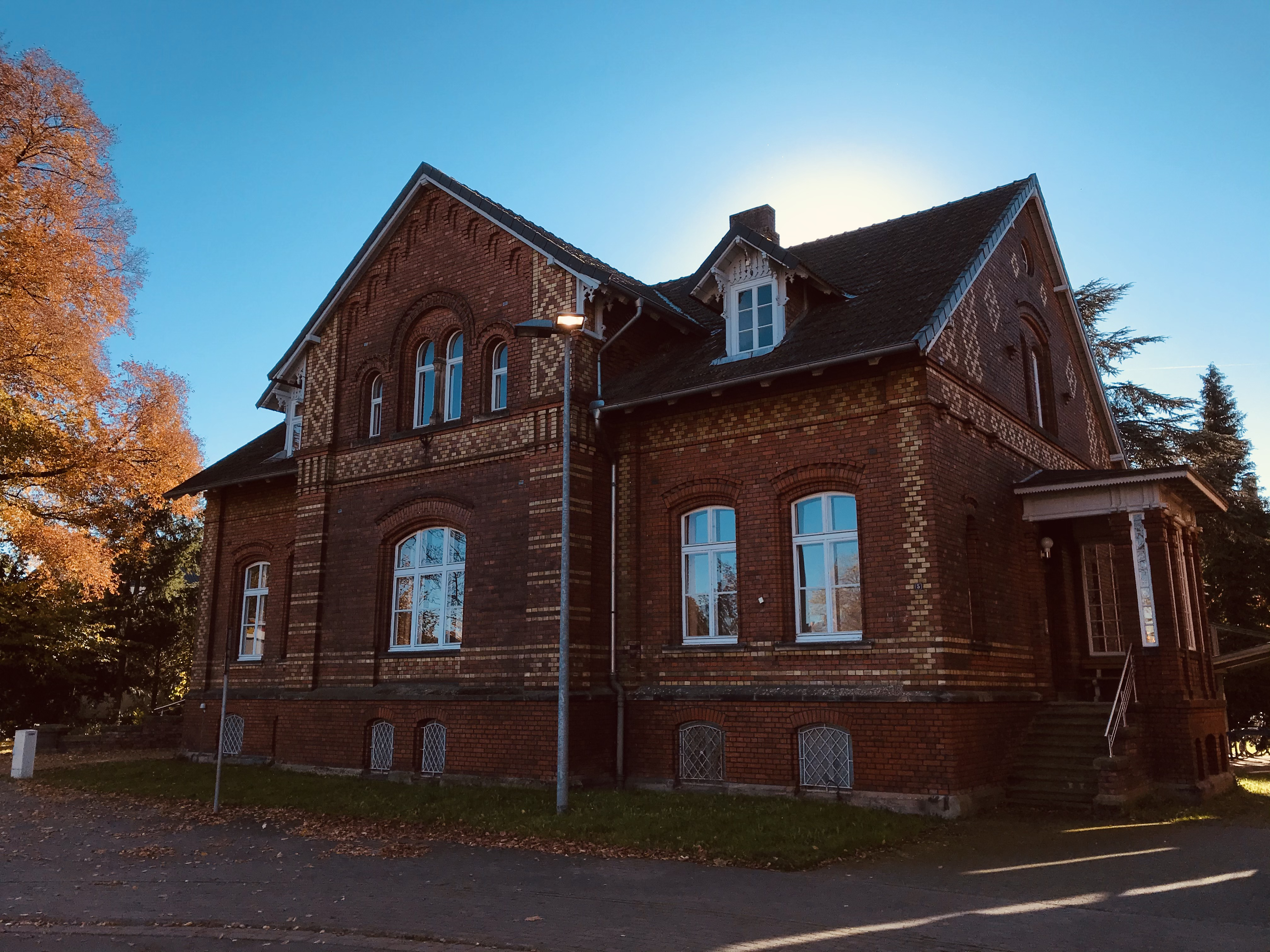
Eimterstraße 5: Edgar Selges Herforder Elternhaus

Edgar Selge wurde als vierter von fünf Söhnen des promovierten Juristen und Regierungsdirektors Edgar Selge (1903–1975) und seiner Frau Signe, geb. Wiehe (1914–2000), in der Lungenklinik Hoheneimberg, einem Tuberkulosekrankenhaus in Brilon-Wald im Sauerland, geboren. Seine Eltern waren Ende des Zweiten Weltkrieges aus Königsberg in Ostpreußen über Bückeburg nach Westfalen geflohen. Selges Vater arbeitete hier zunächst in der Leitungsebene des britischen Militärgefängnisses in Werl, später als Erster Staatsanwalt im Strafvollzugsamt des Oberlandesgerichtsbezirks Hamm. 1952 zog die Familie nach Herford, wo der Vater Anfang Dezember als Oberregierungsrat die Leitung der Jugendstrafanstalt Herford übernahm. Hier wuchs Selge, wenige Meter vom Gefängnis entfernt, in einem protestantisch und musisch geprägten Elternhaus auf. Sein Vater, zu dem er kein gutes Verhältnis hatte, galt neben seiner Funktion als Anstaltsleiter als begabter Pianist, hatte sich durch Konzerte etwa in Herford, Bielefeld und Bad Salzuflen einen Namen gemacht und veranstaltete regelmäßig Hauskonzerte für die inhaftierten Jungen und auswärtige Gäste, begleitet von namhaften Musikern.
Selges Großvater, Paul Selge, wurde nach Stationen als Lehrer und Chordirigent in Welnau bei Posen Königlicher Musikdirektor in Berlin, sein Onkel Aribert Selge (* 1893) war Germanist. Selges ältester Bruder Martin Selge (* 1938) wurde ebenfalls Germanist und Experte für das Werk des Dichters und Liedermachers Ulrich von Winterstetten. Sein Bruder Werner-Friedrich Selge (* 1940) wurde Cellist und Konzertmeister der Niederrheinischen Philharmonie in Krefeld/Mönchengladbach. Zwei Brüder Selges verstarben bereits im Kindes- und Jugendalter: Rainer Selge kam im Frühjahr 1949 im Alter von sieben Jahren in Bückeburg bei der Explosion eines Blindgängers ums Leben; Andreas Selge starb 1972 mit 19 Jahren an einer Gefäßkrankheit.
Nach dem Besuch des Herforder Friedrichs-Gymnasiums wechselte Selge auf das musische Christian-Dietrich-Grabbe-Gymnasium in Detmold und legte dort im Jahr 1967 sein Abitur ab. Anschließend begann er zunächst ein Klavierstudium an der Musikhochschule Detmold bei Gregor Weichert und setzte dieses in Wien fort. Das Klavierstudium brach er ab und zog nach München, wo er in der Theatertruppe Theater in der Marktlücke an der Erarbeitung und Aufführung einer Revue über die deutsche Sozialdemokratie mitwirkte. Von 1969 bis 1972 studierte er u. a. bei Ernesto Grassi Philosophie und Germanistik in München und Dublin. Ab 1974 besuchte er die Otto-Falckenberg-Schule und schloss dort seine Ausbildung zum Schauspieler 1975 ab.

### Schauspielkarriere
Nach Abschluss seiner Schauspielausbildung debütierte Selge an den Staatlichen Schauspielbühnen Berlin. 1978 führte er beim „Dublin Theatre Festival“ Regie in Tom Stoppards Every Good Boy Deserves Favour.
Ab 1978 war er an den Münchner Kammerspielen engagiert. Selge spielte unter anderem den Andreas Kragler in Trommeln in der Nacht (1979), Bleichenwang in Was ihr wollt (1980), Saint Just in Dantons Tod (1980), den Sekretär in Maria Magdalena (1981), Arkas in Iphigenie auf Tauris (1981), Marinelli in Emilia Galotti (1984), Licht in Der zerbrochne Krug (1986) und George Garga in Bertolt Brechts Im Dickicht der Städte (1988). 1989 stellte er den Oberlehrer Arnholm in Ibsens Die Frau vom Meer dar. Im August 1991 verließ Selge das Ensemble der Münchner Kammerspiele, gastierte aber dort weiterhin.
Selge steht neben seiner Bühnentätigkeit auch vor der Kamera und wirkte in über 70 Film- und Fernsehproduktionen. Sein Filmdebüt gab er 1982 als Oscar in dem Kinofilm Krieg und Frieden. In den 1980er Jahren folgten wiederholt Gastrollen in den Krimiserien Der Fahnder, Derrick, Der Alte und  Tatort. Konrad Sabrautzky besetzte ihn 1990 an der Seite von Maja Maranow und Adele Neuhauser als Felix in der Travestiekomödie Der neue Mann. 1994 stand er in der Rolle des Dr. Walter in der Verfilmung von Uwe Timms Kinderbuch Rennschwein Rudi Rüssel vor der Kamera. Einem breiten Fernsehpublikum wurde Selge neben Michaela May als einarmiger Kommissar Jürgen Tauber, den er zwischen 1998 und 2009 spielte, in den vom BR produzierten Folgen der ARD-Krimireihe Polizeiruf 110 bekannt. 2012 übernahm er unter der Regie von Sibylle Tafel in dem Märchenfilm Rotkäppchen der ARD-Fernsehreihe Sechs auf einen Streich die Rolle des bösen Wolfs. 2014 spielte er den blinden Anarchisten Otto Weidt in der Fernsehdokumentation Ein blinder Held – Die Liebe des Otto Weidt. Für seine dortige schauspielerische Leistung erhielt er im selben Jahr den Seoul International Drama Awards in der Kategorie „Bester Schauspieler“. Für seine Rolle des Universitätsdozenten François im Theaterstück und  Fernsehfilm Unterwerfung wurde er 2016 zum Schauspieler des Jahres gekürt und mit dem Deutschen Theaterpreis Der Faust sowie dem Rolf-Mares-Preis ausgezeichnet.
2025 spielte er die Titelfigur in Edgar Reitz‘ „Leibniz“.

### Autor
2021 erschien Selges literarisches Debüt, das autofiktionale Buch Hast du uns endlich gefunden. Es kam auf Platz 15 der Jahresbestseller Belletristik 2022 des Börsenblatts des deutschen Buchhandels.

### Politisches Engagement
Er ist Erstunterzeichner des in der Zeitschrift Emma veröffentlichten Offenen Briefs an Bundeskanzler Scholz vom 29. April 2022, der sich gegen Waffenlieferungen an die Ukraine ausspricht, aus Sorge vor einem Dritten Weltkrieg im Kontext des Russischen Überfalls auf die Ukraine 2022.

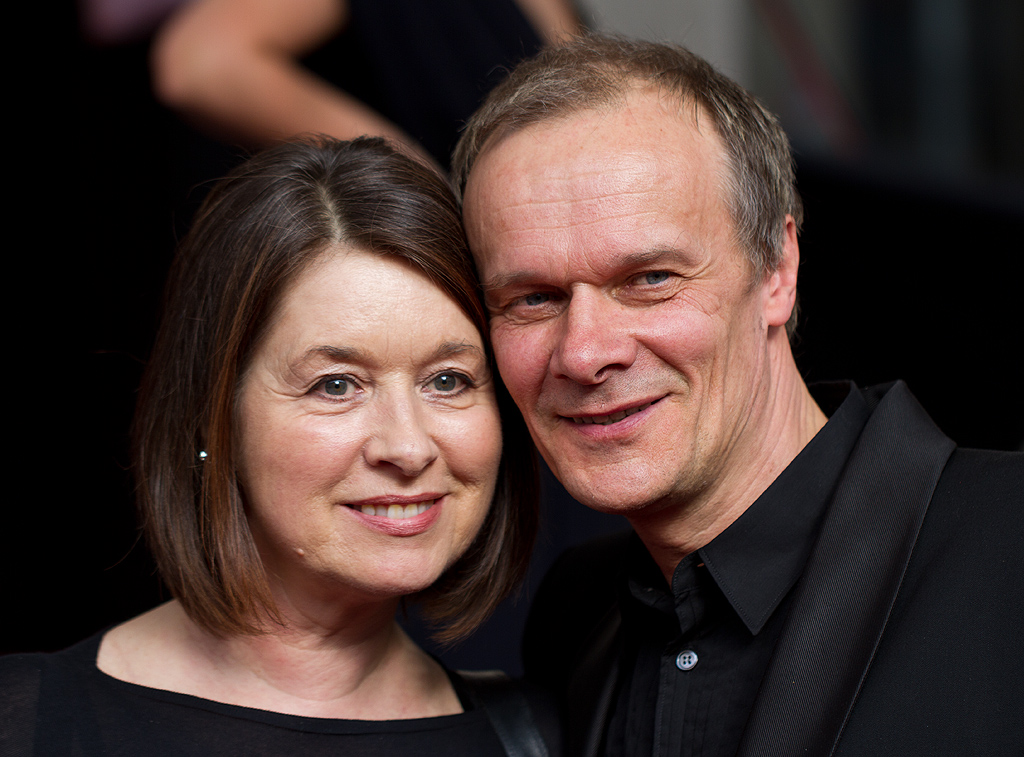
Edgar Selge mit seiner Ehefrau Franziska Walser, 2012

### Privates
Selge war in erster Ehe mit der Schauspielerin Daphne Moore verheiratet; 1985 heiratete er die Schauspielerin Franziska Walser. Das Paar hat einen Sohn und eine Tochter. Edgar Selge und Franziska Walser sind aktive Mitglieder von BASTA – Das Bündnis für psychisch erkrankte Menschen, einer Kampagne gegen die Diskriminierung psychisch Kranker.
Der Regisseur und Drehbuchautor Titus Selge ist ein Neffe von Edgar Selge – Sohn seines ältesten Bruders, des Literaturwissenschaftlers Martin Selge.

## Filmografie

### Kino
- 1982: Krieg und Frieden
- 1984: Der Havarist
- 1991: Im Kreise der Lieben
- 1995: Rennschwein Rudi Rüssel
- 1996: Hamsun
- 1997: Rossini – oder die mörderische Frage, wer mit wem schlief
- 1998: Kai Rabe gegen die Vatikankiller
- 1999: Requiem für eine romantische Frau
- 2000: Drei Chinesen mit dem Kontrabass
- 2000: Fisimatenten
- 2000: DoppelPack
- 2001: Das Experiment
- 2001: Suck My Dick
- 2004: Bibi Blocksberg und das Geheimnis der blauen Eulen
- 2005: Im Schwitzkasten
- 2007: Reine Geschmacksache
- 2007: Der Preis der Vergeltung (The Debt)
- 2009: Lippels Traum
- 2009: Im nächsten Leben
- 2010: Der grosse Kater
- 2010: Poll
- 2012: Ludwig II.
- 2013: Feuchtgebiete
- 2013: Inside Wikileaks – Die fünfte Gewalt (The Fifth Estate)
- 2014: Miss Sixty
- 2015: Bach in Brazil
- 2022: Aus meiner Haut
- 2024: Marianengraben
- 2025: Leibniz – Chronik eines verschollenen Bildes

### Fernsehfilme
- 1986: Herschel und die Musik der Sterne
- 1988: Schön war die Zeit
- 1990: Der neue Mann
- 1990: Der zerbrochne Krug
- 1992: Abgetrieben
- 1993: Der Gesandte
- 1998: Das Böse
- 1998: Schlange auf dem Altar
- 1999: Mit fünfzig küssen Männer anders
- 1999: Der Erlkönig – Auf der Jagd nach dem Auto von morgen
- 2000: Jahrestage (Vierteiler)
- 2002: Im Chaos der Gefühle
- 2002: Die Wasserfälle von Slunj
- 2007: Angsthasen
- 2009: Die Freundin der Tochter
- 2009: Jenseits der Mauer
- 2010: Der verlorene Vater
- 2012: Hannas Entscheidung
- 2012: Bankraub für Anfänger
- 2012: Rotkäppchen
- 2013: Ein blinder Held – Die Liebe des Otto Weidt (Dokumentation)
- 2014: Das Zeugenhaus
- 2015: Nie mehr wie immer
- 2015: Der Fall Barschel
- 2015: Ein großer Aufbruch
- 2017: Mata Hari – Tanz mit dem Tod
- 2017: So auf Erden
- 2018: Unterwerfung
- 2020: Das Geheimnis der Freiheit
- 2020: Ökozid
- 2022: Honecker und der Pastor

### Fernsehserien und -reihen
- 1986: Der Fahnder (Folge Totes Rennen)
- 1986: Kir Royal (Folge Wer reinkommt, ist drin)
- 1987–1989: Der Alte (verschiedene Rollen, 3 Folgen)
- 1988: Derrick (Folge Die Mordsache Druse)
- 1989: Tatort: Armer Nanosh
- 1996: Die Drei (Folge Drei Frauen und ein Casanova)
- 1996: Wolffs Revier (Folge Cherchez la femme)
- 1998: Ein starkes Team: Auge um Auge
- 1998: Der König von St. Pauli (Sechsteiler, Teil 5)
- 1998: Tatort: Gefallene Engel
- 1998–2009: Polizeiruf 110 → siehe Tauber und Obermaier
- 1999: Polizeiruf 110: Rasputin
- 2011: Tatort: Altes Eisen
- 2011: Der Kriminalist (Folge Abgetaucht)
- 2013: Tatort: Machtlos
- 2013: Verbrechen nach Ferdinand von Schirach (Folge Fähner)
- 2013: Hattinger und die kalte Hand – Ein Chiemseekrimi

## Hörspiele (Auswahl)
- 2005: Tankred Dorst: Parzivals Weg. Regie: Beate Andres, Mitwirkende: Marc Hosemann, Therese Affolter, Max Hopp, Judith Engel, Herbert Fritsch,  Jürgen Holtz, Christine Oesterlein, Edgar Selge, Tankred Dorst, Martin Engler, Katharina Burowa, u. a., 61 Minuten, DLR
- 2008: Jan Philipp Reemtsma: Holunderblüte – Ein möglicher Arno-Schmidt-Monolog – Regie: Christiane Ohaus (Hörspiel – RB/SR)

## Bücher
- 2021: Hast du uns endlich gefunden. Rowohlt Verlag, Hamburg, ISBN 978-3-498-00122-3.

## Auszeichnungen
- 1977: Kunstpreis Berlin
- 2000: Deutscher Filmpreis als Bester Nebendarsteller in Drei Chinesen mit dem Kontrabass
- 2003: Deutscher Fernsehpreis in der Kategorie Bester Schauspieler Hauptrolle für die Polizeiruf-110-Folgen Tiefe Wunden und Pech und Schwefel
- 2004: Ernennung zusammen mit seiner Schauspielkollegin Michaela May zu Ehrenkommissaren der bayerischen Polizei
- 2006: Adolf-Grimme-Preis mit Gold für Polizeiruf 110 – Der scharlachrote Engel (zusammen mit Günter Schütter, Dominik Graf, Michaela May und Nina Kunzendorf)
- 2007: Adolf-Grimme-Preis für Polizeiruf 110 – Er sollte tot (zusammen mit Rolf Basedow, Dominik Graf (Regie) und Rosalie Thomass)
- 2007: Goldene Kamera als Bester deutscher Schauspieler
- 2008: Bayerischer Fernsehpreis in der Kategorie Bester Schauspieler Fernsehfilm für Angsthasen
- 2009: Bambi in der Kategorie Schauspieler National für Jenseits der Mauer
- 2009: Bobby für Polizeiruf 110 – Rosis Baby
- 2010: Bayerischer Filmpreis in der Kategorie Darsteller für Poll
- 2014: Seoul International Drama Awards in der Kategorie Bester Schauspieler für seine Hauptrolle in dem Dokudrama Ein blinder Held – Die Liebe des Otto Weidt
- 2016: Schauspieler des Jahres für seine Rolle in Unterwerfung
- 2016: Deutscher Theaterpreis Der Faust für seine Darstellung des François in Unterwerfung, Deutsches Schauspielhaus Hamburg
- 2016: Rolf-Mares-Preis für seine Darstellung des François in Unterwerfung, Deutsches Schauspielhaus Hamburg
- 2022: Literaturpreis der Stadt Fulda für Hast du uns endlich gefunden[18]
- 2022: Deutscher Hörbuchpreis als „Bester Interpret“ für die Lesung seines Buchs Hast du uns endlich gefunden[19]
- 2022: Bayerischer Buchpreis – Bayern 2-Publikumspreis für Hast du uns endlich gefunden
- 2025 Nominierung Deutscher Schauspielpreis in der Kategorie Dramatische Hauptrolle für Leibniz – Chronik eines verschollenen Bildes[20]